# Ипомея
Ипоме́я (лат. Ipomoea) — род цветковых растений семейства Вьюнковые (Convolvulaceae), самый крупный род своего семейства, насчитывающий 788 видов. Наиболее известный вид — батат (Ipomoea batatas), ценная пищевая и кормовая культура. Многие виды культивируются как декоративные растения.

## Название
Научное название рода образовано от греческих слов ips, означающего «червь» и homoios — «похожий», что объясняется особенностями строения корневой системы многолетних видов. Иногда растение упоминается под устаревшими ботаническими названиями, вошедшими в синонимику рода: фарбитис (Pharbitis), квамоклит (Quamoclit), луноцвет или калониктион (Calonyction) и некоторыми другими. В англоязычных источниках некоторые виды, в первую очередь Ipomoea violacea, называют англ. morning glory, что в русскоязычных материалах зачастую переводится как «утреннее сияние».

## Биологическое описание

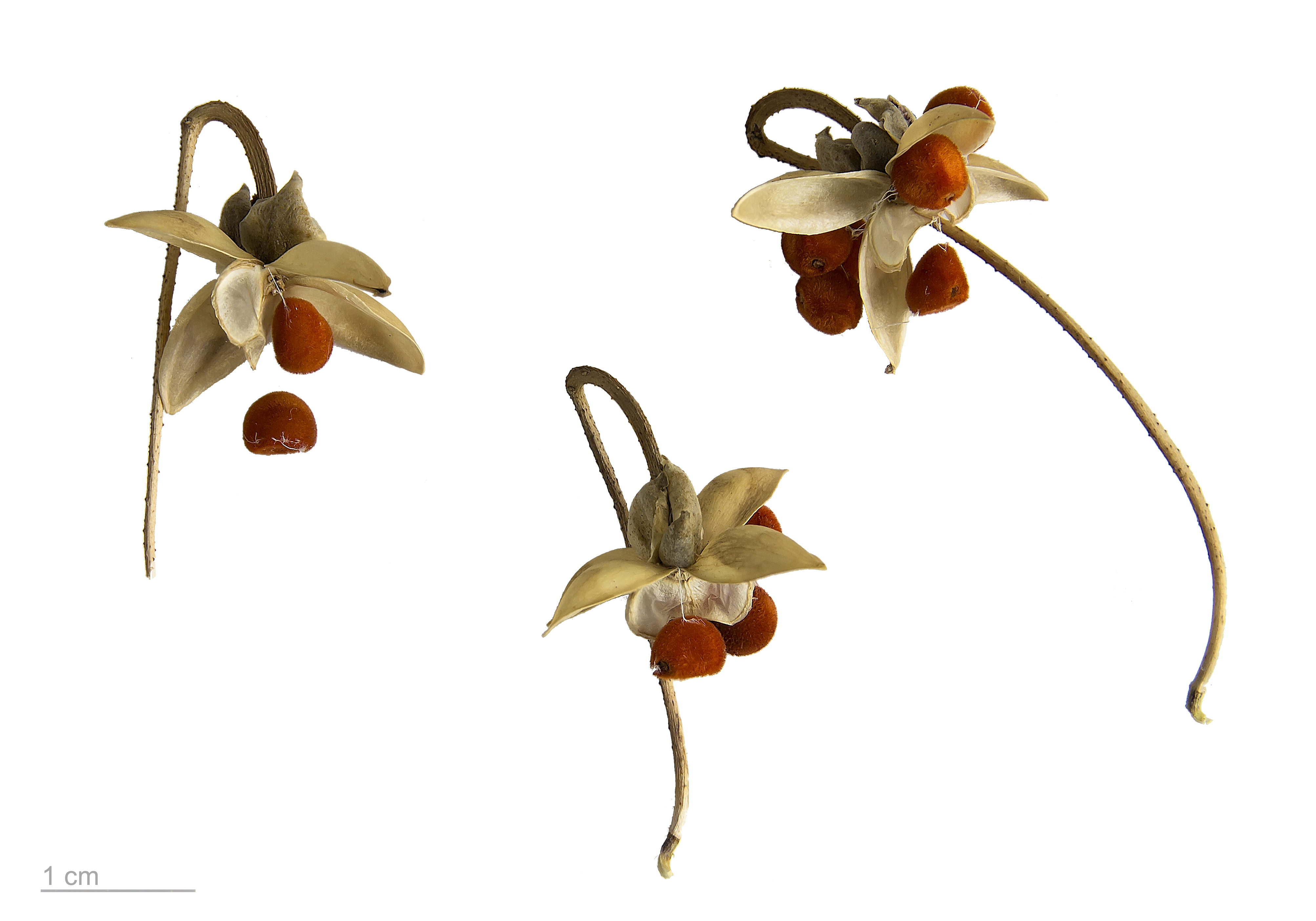
Плоды Ipomoea transvaalensis. Тулузский музей

Род встречается всюду по тропическим и субтропическим областям мира. Включает однолетние и многолетние травянистые растения, лианы, кустарники и небольшие деревья; большинство видов — вьющиеся травянистые растения.
Виды рода Ипомея используются как кормовые растения личинками некоторых видов чешуекрылых.
См. также: Виды чешуекрылых, питающихся ипомеей

## Использование, культивирование
Род включает важные пищевые культуры: батат (Ipomoea batatas) и водный шпинат (Ipomoea aquatica). Многие виды рода Ипомея и их сорта являются популярными декоративными красивоцветущими растениями, культивируются как садовые или комнатные культуры.

### Агротехника
Если ипомеи выращиваются как декоративные красивоцветущие растения, почву для них используют питательную, но без существенного количества органических удобрений, в противном случае цветение будет слабым. Семена можно непосредственно высевать в грунт либо предварительно ненадолго (в пределах суток) замачивать.
При культивировании любых видов ипомеи следует учитывать, что все они являются очень теплолюбивыми и светолюбивыми растениями. Отрицательную температуру молодые растения не выдерживают, поэтому в условиях умеренного климате рассаду можно высаживать только после того, как минует угроза заморозков (при этом желательно не допускать, чтобы рассада сильно вытянулась).

## Виды
По информации базы данных World Flora Online (2016), род включает 788 общепризнанных видов. Некоторые из них:

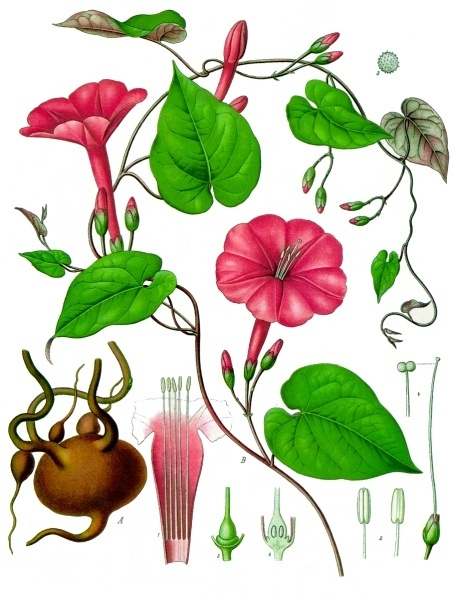
.

- Ipomoea alba L. — Ипомея белая, многолетняя лиана с крупными душистыми белыми цветками[5]
- Ipomoea aquatica Forssk. — Ипомея водяная, или Водяной шпинат, овощная культура
- Ipomoea batatas (L.) Lam. — Батат, или Ипомея батат (также «сладкий картофель»), овощная культура
- Ipomoea coptica (L.) Roth ex Roem. & Schult.
- Ipomoea horsfalliae Hook. — Ипомея Хорсфала, лиана длиной до 3 м с тёмно-розовыми или розово-фиолетовыми цветками[5]
- Ipomoea indica (Burm.) Merr. — Ипомея индийская, многолетняя лиана с ярко-синими цветками[5]
- Ipomoea lobata (Cerv.) Thell. — Ипомея лопастная, многолетняя лиана с соцветиями мелких тёмно-красных цветков, которые по мере цветения меняют свою окраску сначала на оранжевую, а затем на кремово-жёлтую[5]. В литературе нередко встречается под устаревшим синонимичным названием Mina lobata (Мина лопастная).
- Ipomoea × multifida (Raf.) Shinners — Ипомея многораздельная, однолетняя лиана с ярко-красными цветками, имеющими белый зев[5]
- Ipomoea nil (L.) Roth — Ипомея нил, вьющийся многолетник высотой до 3,5 м с крупными воронковидными цветками различной окраски[5]
- Ipomoea pes-caprae (L.) R.Br. — Ипомея двулопастная, или Ипомея козья, многолетняя лиана с розовыми или светло-пурпурными цветками с тёмным зевом[5]
  - Ipomoea pes-caprae brasiliensis, подвид
- Ipomoea pes-tigridis L. typus[1]
- Ipomoea purga (Wender.) Hayne — Ипомея слабительная, или Ялапа настоящая, или Ипомея пурга, лиана длиной до 3 м с пурпурно-красными стеблями и пурпурно-розовыми воронковидными цветками; лекарственное растение[5]
- Ipomoea purpurea (L.) Roth — Ипомея пурпурная, или Ипомея пурпуровая, однолетняя лиана; цветки — различных оттенков синего и фиолетового, иногда белые
- Ipomoea quamoclit L. — Ипомея квамоклит, однолетняя лиана высотой до 3,5 м с оранжевыми или алыми трубчатыми цветками[5]
- Ipomoea tricolor Cav. — Ипомея трёхцветная, многолетняя лиана высотой до 3 м с синими или лиловыми воронковидными цветками[5]
- Ipomoea violacea L. — Ипомея фиолетовая

## Синонимы
В синонимику рода входят следующие названия:
- Acmostemon Pilg. (1936)
- Adamboe Raf. (1838)
- Amphione Raf. (1838)
- Apopleumon Raf. (1838)
- Batatas Choisy (1834)
- Bombycospermum J.Presl (1835)
- Bonanox Raf. (1836)
- Calboa Cav. (1799)
- Calonyction Choisy (1834)
- Calycanthemum Klotzsch (1861)
- Cleiemera Raf. (1838)
- Cleiostoma Raf. (1838)
- Clitocyamos St.-Lag. (1880)
- Coiladena Raf. (1837)
- Convolvuloides Moench (1794)
- Decaloba Raf. (1838)
- Diatrema Raf. (1833), nom. rej.
- Diatremis Raf. (1821)
- Dimerodiscus Gagnep. (1950)
- Doxema Raf. (1838)
- Elythrostamna Bojer ex Desjardins (1836)
- Euryloma Raf. (1838), nom. illeg.
- Exallosis Raf. (1838)
- Exocroa Raf. (1838)
- Exogonium Choisy (1834)
- Fraxima Raf. (1838)
- Gynoisa Raf. (1838)
- Isypus Raf. (1838)
- Kolofonia Raf. (1838)
- Lariospermum Raf. (1821)
- Latrienda Raf. (1838)
- Legendrea Webb & Berthel. (1844)
- Leptocallis G.Don (1837)
- Macrostemma Pers. (1805)
- Marcellia Mart. ex Choisy (1844)
- Melascus Raf. (1838)
- Milhania Neck. (1790), opus utique oppr.
- Mina Cerv. (1824)
- Modesta Raf. (1838)
- Morenoa La Llave (1824)
- Navipomoea (Roberty) Roberty (1964)
- Neorthosis Raf. (1838)
- Nil Medik. (1791)
- Ornithosperma Raf. (1817)
- Parasitipomoea Hayata (1916)
- Pentacrostigma K.Afzel. (1929)
- Pharbitis Choisy (1834)
- Plesiagopus Raf. (1838)
- Quamoclit Mill. (1754)
- Quamoclita Raf. (1838)
- Quamoclitia Raf. (1838), orth. var.
- Saccia Naudin (1889)
- Stomadena Raf. (1837)
- Tereietra Raf. (1838)
- Tirtalia Raf. (1838)
- Tremasperma Raf. (1838)
- Turbina Raf. (1838)